# آرتور (داکوتای شمالی)
آرتور(به انگلیسی: Arthur) شهری در ایالت داکوتای شمالی کشور ایالات متحده آمریکا است که جمعیت آن در سرشماری سال ۲۰۱۰ میلادی، ۳۳۷ نفر بوده‌است.